# 邦尼茨維爾 (北卡羅萊納州)
邦尼茨維爾（英語：Bonnetsville）是位於美國北卡羅萊納州桑普森縣的普查規定居民點。

## 人口
根據2020年美國人口普查的數據，邦尼茨維爾的面積為8.58平方千米，當中陸地面積為8.56平方千米，而水域面積為0.01平方千米。當地共有人口318人，而人口密度為每平方千米37.06人。